# نابيه
نابيه هي إحدى القرى اللبنانية من قرى قضاء المتن في محافظة جبل لبنان. وغالبية السكان هم من المسيحيين